# Enicar

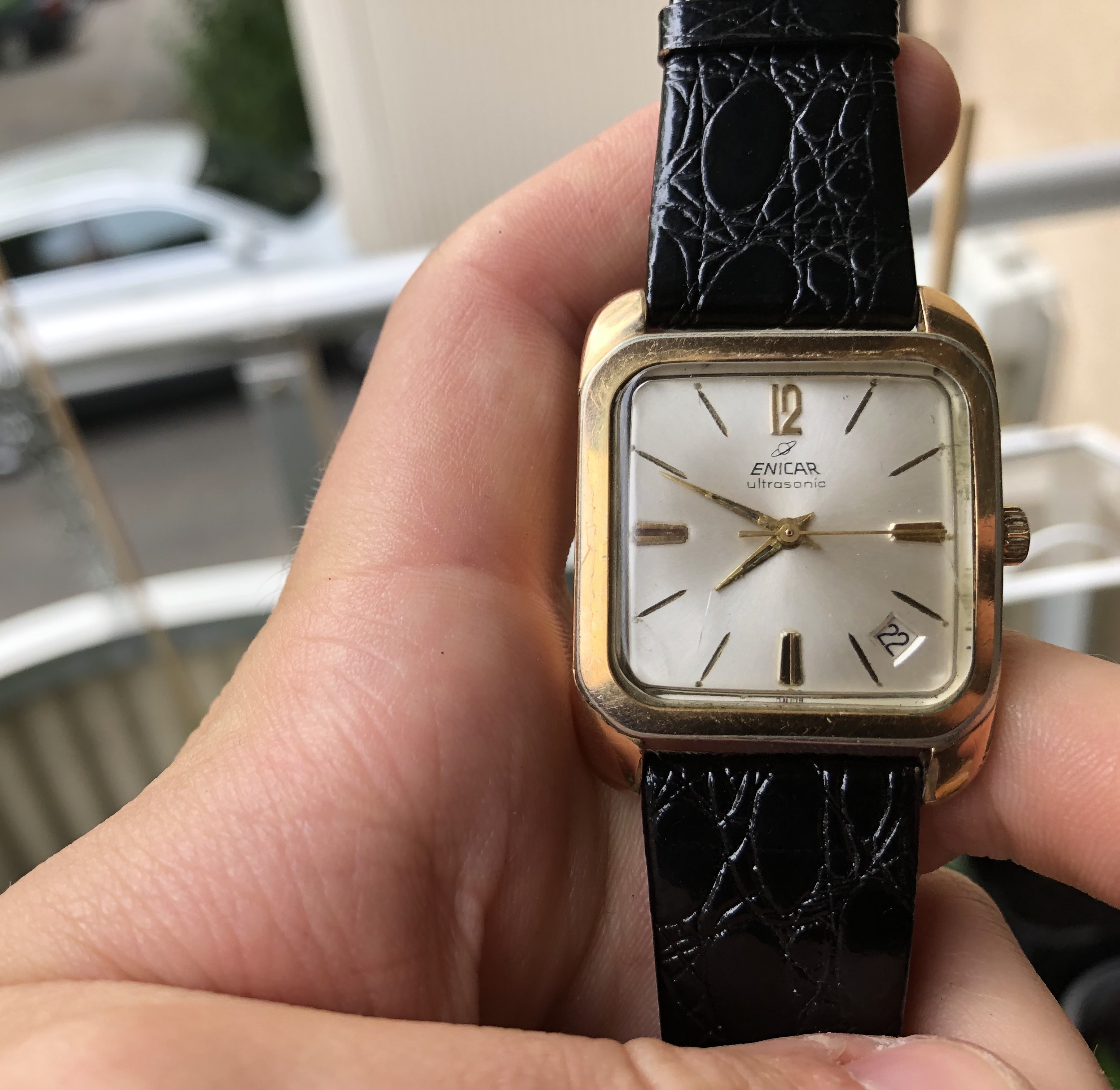
En guldpläterad Enicarklocka, modell Ultrasonic från 1961 med manuellt uppdrag.

Enicar var en schweizisk urtillverkare. Företaget grundades år 1913 i La-Chaux-de-Fonds av urmakaren och affärsmannen Ariste Racine och hans hustru Emma Blatt. Verksamheten expanderade kvickt och 1919 öppnade de ett nytt kontor och en större fabrik i Longeau.
Enicar var en historiskt anrik urtillverkare som gett ut flera då revolutionerande modeller. 1934 började Enicar producera egna urverk, men beroende på modell användes också urverk från Valjoux  eller Adolph Schild, två av branschens då ledande tillverkare. Tack vare innovativ design och förhållandevis låga priser på sina produkter jämfört med sina konkurrenter utan att kompromissa med kvaliteten på urverken eller materialet blev Enicar ett internationellt framgångsrikt företag. Några av de mest kända och erkänt välproducerade modeller de tillverkar är Enicar Ultrasonic, Star Jewels och Enicar Sherpa-serierna. Enicar är vida kända för högkvalitativa armbandsur, i synnerhet kronografur och de var tidiga i utvecklingen av automatiska urverk med allt fler juveler och långvarigare energireserv. Men de tillverkade även väggur, fickur och väckarklockor.
Efter kvartskrisen under 1970-talet hamnade Enicar i likhet med många andra klassiska urtillverkare under en enorm ekonomisk stress. 1981 ansökte företaget slutligen om konkurs. 1988 såldes varumärket till kinesiska entreprenörer men de har inte producerat något som lämnat något avtryck i industrin sedan dess. De äldre, original-tillverkade Enicarklockorna är lätta att särskilja från de nya, ofta batteridrivna klockorna producerade i Kina då de varken arbetar efter samma design eller använder sig av samma högkvalitativa komponenter.
Enicars klockor fortsätter alltjämt att vara populära under 2000-talet och har ofta ett högt andrahandsvärde jämfört med många av deras före detta konkurrenter.